# Mara Morell
Mara Morell (27 de abril de 1994) es una deportista suiza que compite en bobsleigh. Ganó una medalla de bronce en el Campeonato Europeo de Bobsleigh de 2024, en la prueba doble.

## Palmarés internacional
| Campeonato Europeo | Campeonato Europeo | Campeonato Europeo | Campeonato Europeo |
| Año                | Lugar              | Medalla            | Prueba             |
| ------------------ | ------------------ | ------------------ | ------------------ |
| 2024               | Sigulda (Letonia)  | Medalla de bronce  | Doble              |